# Lady Gaga Live at Roseland Ballroom
Lady Gaga Live at Roseland Ballroom fue la primera residencia de conciertos de la cantante y compositora estadounidense Lady Gaga, realizada para clausurar el Roseland Ballroom de Manhattan, Nueva York. Además, la residencia tuvo como objetivo promocionar los álbumes de la cantante The Fame (2008), Born This Way (2011) y Artpop (2013), así como también el extended play The Fame Monster (2009). En los distintos conciertos eran interpretadas algunas de las canciones más populares de Gaga, entre ellas «Just Dance», «Bad Romance» y «Applause». También se presentaron versiones acústicas de «Born This Way» y «Poker Face». Todos conciertos contaron con la cantante Lady Starlight como telonera.
Tanto el escenario como algunos trajes fueron inspirados en rosas rojas, en alusión al nombre del recinto. En general la recepción crítica fue favorable, varios críticos alabaron la actuación y el espectáculo en general, aunque la mayoría aseguró que era «demasiado corto». Adicionalmente, varios coincidieron en que Gaga fue la artista apropiada para clausurar el lugar. Por otro lado, los siete conciertos se agotaron en su totalidad, y el último de los espectáculos fue transmitido de manera gratuita. Además, una parte del cuarto concierto fue grabada y transmitida en el programa estadounidense Late Night with David Letterman, concretamente las presentaciones de «Dope» y «G.U.Y.».

## Antecedentes y desarrollo

### Anuncio

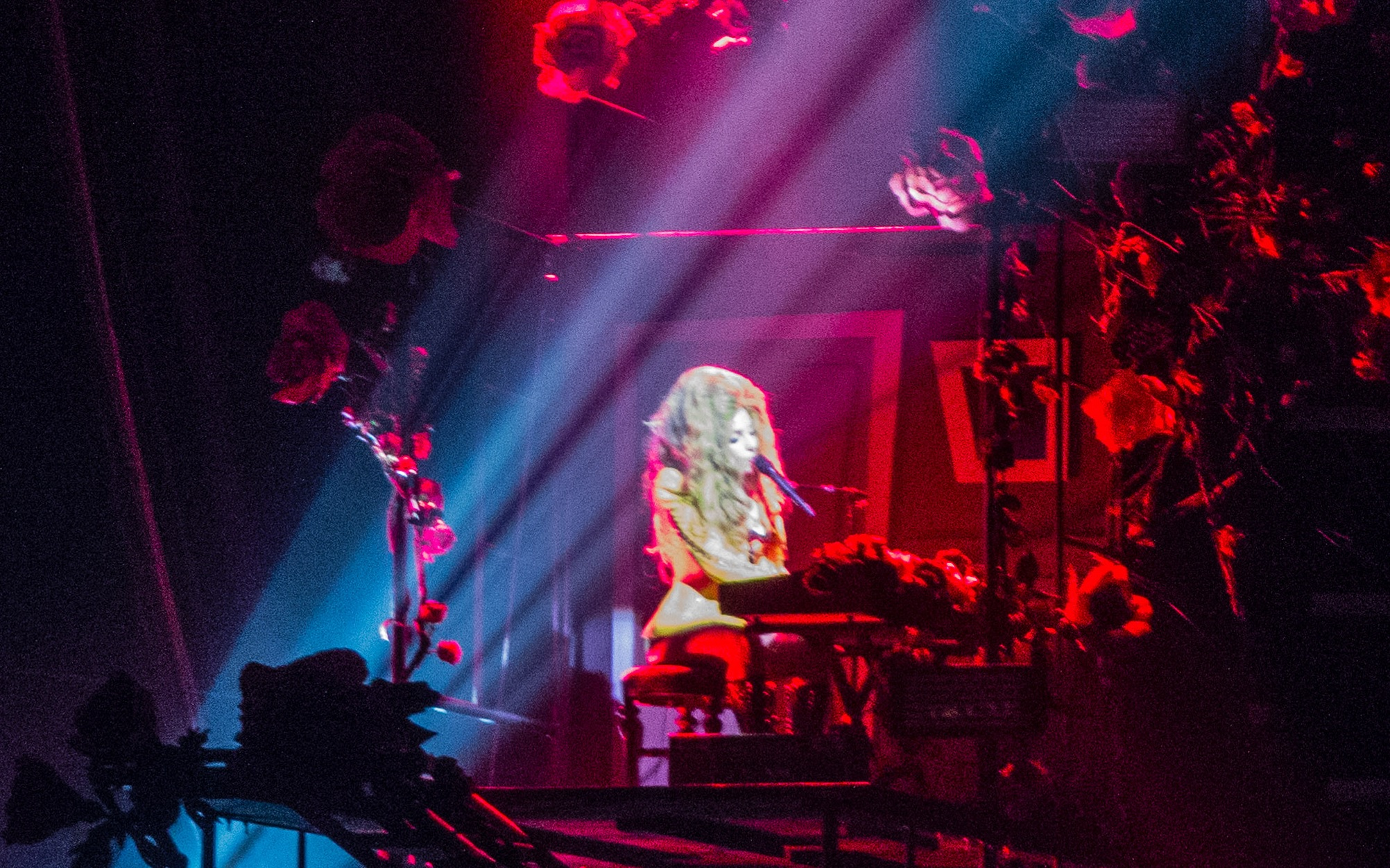
Gaga cantando «Born This Way».

Después de más de 50 años de su inauguración, el 19 de octubre de 2013 se anunció oficialmente que el Roseland Ballroom cerraría sus puertas en abril de 2014, aún sin motivos claros. Al mes siguiente de la noticia, se informó que Lady Gaga sería la encargada de dar los últimos espectáculos del recinto, con cuatro presentaciones los días 28, 30 y 31 de marzo y 2 de abril. Sobre ello, Gaga comentó que estaba emocionada ya que el Roseland Ballroom era el único lugar de Nueva York en donde jamás había cantado, y se sintió honrada por ser la artista encargada de clausurarlo. Las entradas estarían a la venta a partir del 25 de noviembre en el sitio web de Ticketmaster. Los precios de los boletos iban desde los $50 hasta los $200. Dada la alta demanda, posteriormente fueron añadidas tres fechas más para el 4, 6 y 7 de abril, siendo esta última la fecha definitiva de cierre del lugar. En enero de 2014, los medios informaron que oficialmente los siete conciertos estaban agotados en su totalidad. Más tarde, Gaga publicó en su perfil de Littlemonsters.com el póster que se usaría para promocionar los espectáculos. En este se utilizó un cartel con la frase «Sold Out» (traducible al español como «Agotado») en color rojo encima de una imagen a blanco y negro que un desconocido le tomó a Gaga antes de ser famosa, y contiene como cita la respuesta que ella le dio, que fue:

«I am Lady Gaga, a Singer/Songwriter, you're going to know me one day»
«Yo soy Lady Gaga, una cantante/compositora, algún día me vas a conocer».

### Inspiración
Tanto el escenario como algunos de los atuendos estuvieron hechos de rosas, inspirados por el nombre del recinto. Asimismo, hubo trajes y pelucas anteriormente utilizadas por la cantante para promocionar sus álbumes The Fame (2008) y Artpop (2013). Todo el escenario estuvo basado en la ciudad de Nueva York. La planta baja poseía una réplica de un vagón común del F, uno de los metros que Gaga usaba diariamente antes de ser famosa. Igualmente, había una escenografía inspirada en las escaleras de incendios de los edificios clásicos de Nueva York. La parte alta del escenario tenía una ventana junto a un piano, inspirado en el departamento de Gaga.

## Comentarios de la crítica
Andrew Hammp de la revista Billboard llamó al espectáculo «electrizante» aunque sintió que, «si el SXSW sirvió como una declaración sobre cómo las marcas deberían financiar la expresión creativa de los artistas, la residencia de Gaga en Roseland fue sobre darle a la gente lo que quería...[La] noche terminó abruptamente después de casi exactamente 60 minutos». Un escritor de The Washington Post compartió esta opinión y además también notó que los admiradores esperaron más interpretaciones de Gaga incluso después de que el concierto terminara. Mesfin Fekady de ABC News describió el recital como «energético pero corto» y elogió a Gaga por estar en su mejor forma. Un redactor de The Courier lo llamó «corto pero dulce» además de alabar a la intérprete por nunca mostrar «señales de desaceleración» durante la noche. Carol D'Auria de CBS Local reportó que los fanes disfrutaron mucho el show y encomió los instrumentos, la voz y las coreografías de Gaga. James Montgomery de MTV News dio una reseña positiva de la presentación al llamarlo «pesado en los éxitos, sublimemente sexual, adecuadamente sentimental —tanto para sus días de gloria como para el lugar emblemático que está cerrando con este soporte de siete noches— y ridículo en todas las maneras correctas». Señaló que Gaga compensó el final abrupto del concierto con su baile y canto, además de ayudar también a la prensa negativa que ha estado recibiendo desde el lanzamiento de Artpop. El New York City Theatre elogió a Gaga al decir que fue «una intérprete apropiada para darle a esta icónica sala de conciertos una despedida final». Glenn Gamboa de Newsday llamó al espectáculo «feroz» e «inteligente» y dijo que la cantante «se iluminó» desde el momento que subió el escenario al mostrar una sensibilidad artística vanguardista. Jon Caramanica de The New York Times lo llamó parte de la fase de supernova de la carrera de Gaga y explicó:

«Gaga mueve este tipo de espectáculo con su voz. Aún es una cantante terrible cuando elige serlo, es decir, rara vez en los discos pero a menudo en concierto...lo que dio a los fieles era fácil de digerir: pop a prueba de balas en gran medida, oscilándose entre ardientes canciones melancólicas y jadeantes que entregó a todo volumen y al estilo ochentero del rock digital a gran escala con un toque de discoteca».

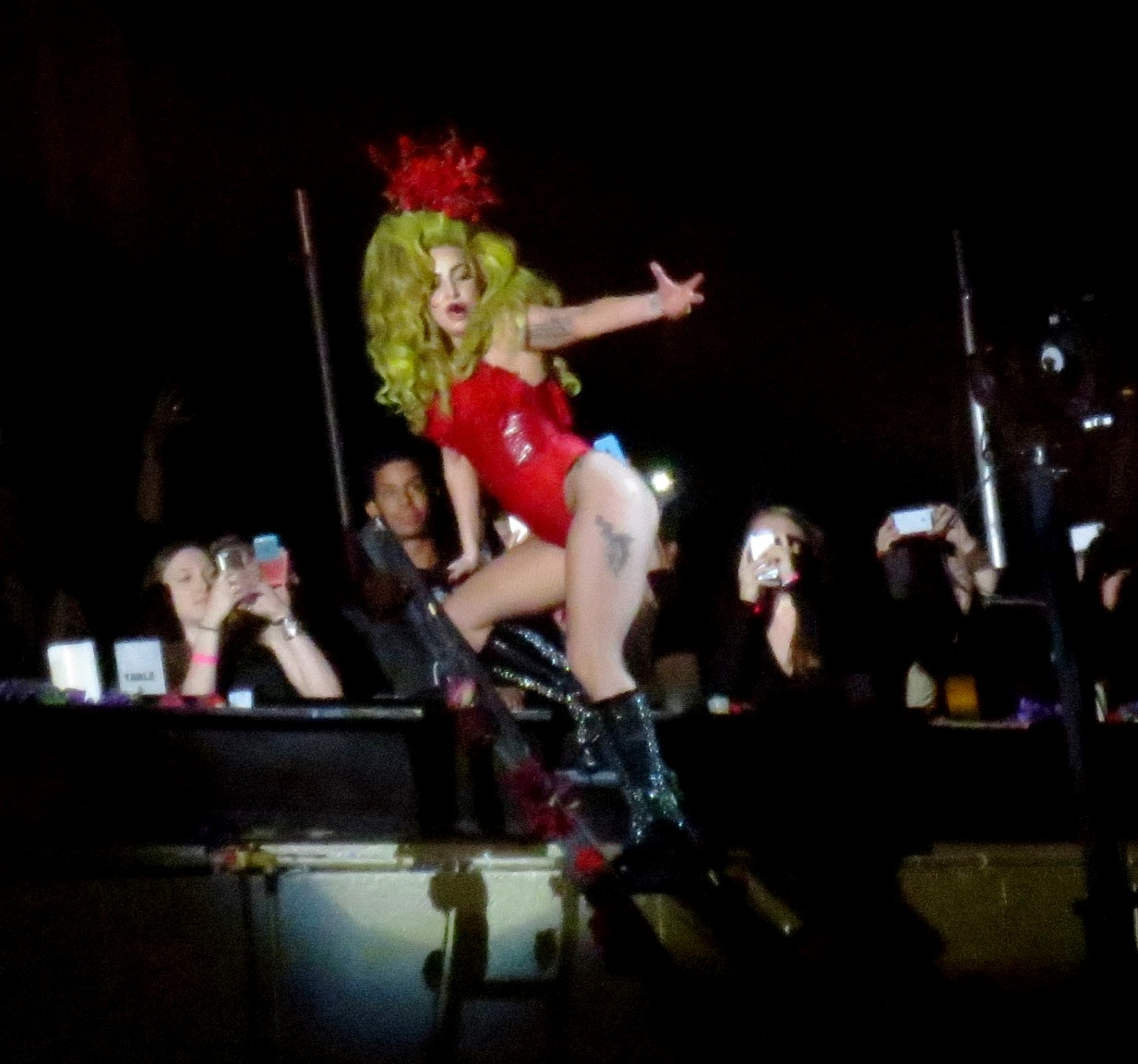
Gaga interpretando «Bad Romance».

La reportera de Fox 5 Stacey Delikat consideró que el espectáculo no fue un «concierto normal». Adam Markovitc de Entertainment Weekly declaró que si la «función del Roseland es alguna indicación, Gaga no está por irse a ninguna parte pronto», a pesar de la recepción negativa general que recibieron sus campañas promotoras para Artpop. Acogió con agrado la ausencia de las cosas relacionadas con el arte durante el show, como las esculturas de Jeff Koons o piezas de escénicas de Marina Abramovic, y elogió el enfoque en la música, la voz y las habilidades como artista de Gaga. Markovitz también felicitó la relación de Gaga con el público y calificó las actuaciones de «Just Dance» y «Bad Romance» como los aspectos más destacados. Markos Papadatos del sitio web Digital Journal nombró a Gaga una «musa pop» por sus presentaciones. Encomió las canciones incluidas en el repertorio al calificarlas como «eclécticas» y sintió que «muestran diferentes partes de su arte». Remarcó que las habilidades vocales de la cantante fueron particularmente prominentes durante las interpretaciones acústicas en el piano. Caryn Ganz de Rolling Stone observó que el espacio reducido del Roseland no permitió mucha coreografía, pero que aun así el espectáculo de Gaga fue «mágico», especialmente durante «Yoü and I».
Hilary Hughes de USA Today creyó que la «posibilidad de no sólo instalarse en el Roseland, sino también la distinción de ser la última artista en tomar su escenarios, fue un tiro hecho a la medida para que Lady Gaga y su nuevo material se redimieran». Como Markovitz, también destacó el rango vocal de Gaga, especialmente durante la interpretación «Just Dance» y la acústica de «Dope». Hughes concluyó diciendo que los momentos simples de la actuación, como las versiones atenuadas de sus sencillos como «Born This Way» y «Poker Face», brillaron sobre las extravagantes coreografías durante «Bad Romance y «G.U.Y.».

## Transmisión
El 2 de abril de 2014, previo al cuarto concierto, Gaga apareció en el programa Late Night with David Letterman e invitó a la audiencia a sintonizar en vivo su presentación de esa noche. En el programa fueron transmitidas las presentaciones de «Dope» y «G.U.Y.», siendo esta última la primera presentación de la canción transmitida por televisión. Adicionalmente, Gaga reveló que el último concierto (programado para el 7 de abril) sería transmitido mundialmente y de manera gratuita a través del sitio GetMoreGaga.com, con el objetivo de compensar a aquellos seguidores que no pudieron adquirir una entrada. El 3 de abril, MTV anunció que se estaba realizando un especial televisivo donde el presentador Sway Calloway visitaría el departamento de Gaga para brindar una visión más íntima de su vida. Asimismo, en el especial se incluirían escenas de detrás de escena de los conciertos de Gaga en el Roseland Ballroom, así como una entrevista donde daba detalles acerca del artRAVE: The ARTPOP Ball Tour y el videoclip de «G.U.Y.». El especial fue transmitido el 4 de abril a través del canal de MTV, MTV Hits y Logo TV.

## Lista de canciones

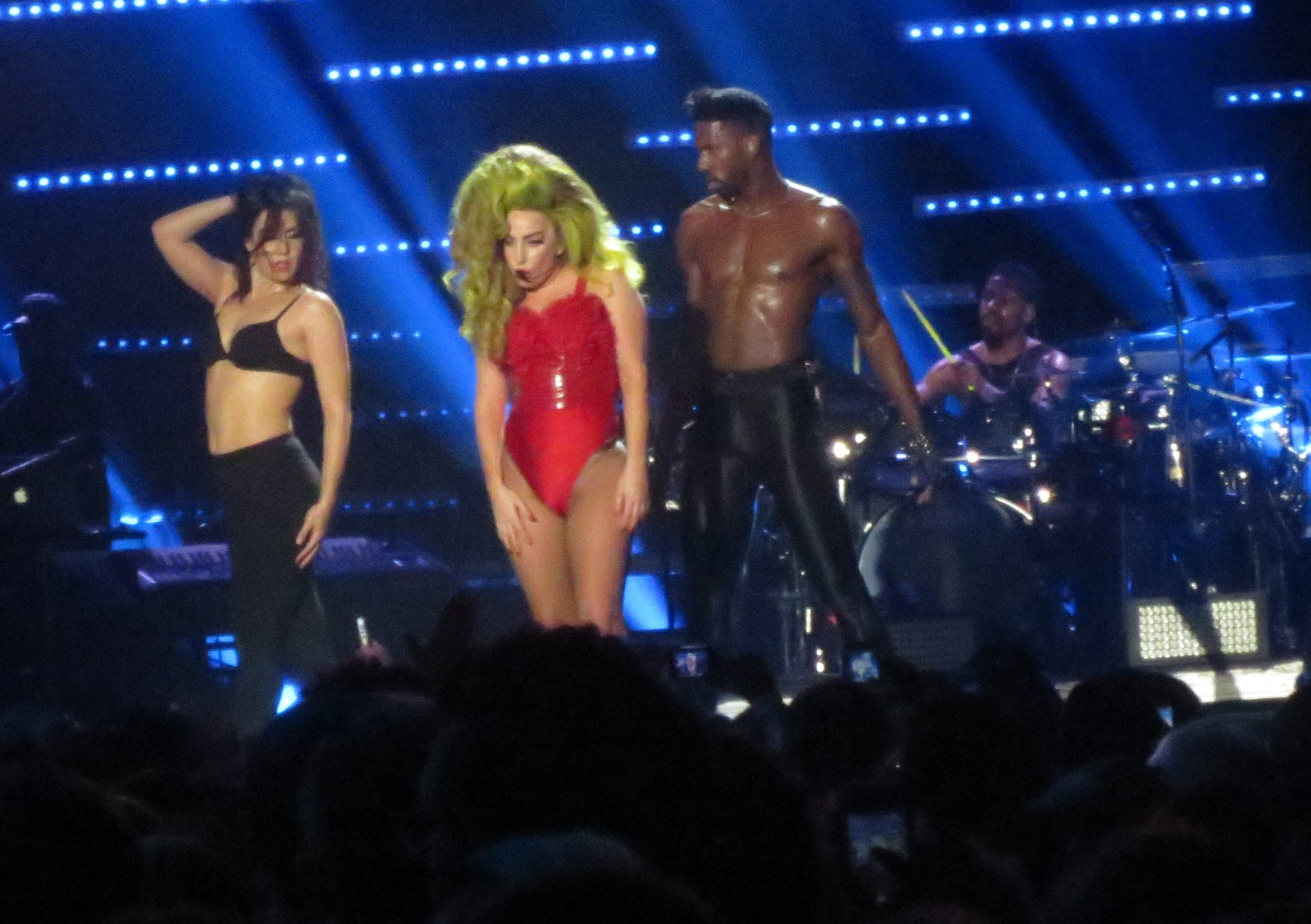
Gaga interpretando «Sexxx Dreams».

1. «Born This Way» (versión acústica)
2. «Black Jesus † Amen Fashion»
3. «Monster»
4. «Bad Romance»
5. «Sexxx Dreams»
6. «Dope»
7. «Yoü and I»
8. «Just Dance»
9. «Poker Face» (versión acústica)
10. «Artpop» (interludio)
11. «Applause»

Encore
1. «G.U.Y.»

Fuente: Billboard.

## Fechas y recaudación
| Fecha               | Ciudad     | País           | Lugar             | Boletos disponibles/vendidos | Recaudación |
| ------------------- | ---------- | -------------- | ----------------- | ---------------------------- | ----------- |
| 28 de marzo de 2014 | Nueva York | Estados Unidos | Roseland Ballroom | 24 532 / 24 532 (100%)       | $1 522 800  |
| 30 de marzo de 2014 | Nueva York | Estados Unidos | Roseland Ballroom | 24 532 / 24 532 (100%)       | $1 522 800  |
| 31 de marzo de 2014 | Nueva York | Estados Unidos | Roseland Ballroom | 24 532 / 24 532 (100%)       | $1 522 800  |
| 2 de abril de 2014  | Nueva York | Estados Unidos | Roseland Ballroom | 24 532 / 24 532 (100%)       | $1 522 800  |
| 4 de abril de 2014  | Nueva York | Estados Unidos | Roseland Ballroom | 24 532 / 24 532 (100%)       | $1 522 800  |
| 6 de abril de 2014  | Nueva York | Estados Unidos | Roseland Ballroom | 24 532 / 24 532 (100%)       | $1 522 800  |
| 7 de abril de 2014  | Nueva York | Estados Unidos | Roseland Ballroom | 24 532 / 24 532 (100%)       | $1 522 800  |
| Total               | Total      | Total          | Total             | 24 532 / 24 532 (100%)       | $1 522 800  |